# Aedes vanemdeni
Aedes vanemdeni är en tvåvingeart som beskrevs av Friedrich Wilhelm Martini 1931. Aedes vanemdeni ingår i släktet Aedes och familjen stickmyggor.
Artens utbredningsområde är Bolivia. Inga underarter finns listade i Catalogue of Life.